# Dinochloa aopaensis
Dinochloa aopaensis är en gräsart som beskrevs av Elizabeth A. Widjaja. Dinochloa aopaensis ingår i släktet Dinochloa och familjen gräs. Inga underarter finns listade i Catalogue of Life.